# Kolleg Niederlitauens
Das Kolleg Niederlitauens (lit. Žemaitijos kolegija) ist eine Hochschule in Telšiai, Litauen. Das Kolleg trägt den Namen von Žemaitija, Region im Westen Litauens. 

## Geschichte
1931 wurden die Schule für Holzverarbeitung in Telšiai auf Initiative des Bürgermeisters Feliksas Milevičius gegründet. Ab 1939 lehrte man dort auch die Metallverarbeitung bei der Berufsausbildung. 1945 wurde die Bildungseinrichtung zur Schule für angewandte Kunst Telšiai und 1959 zum Technikum.
August 2002 wurde die höhere Landwirtschaftsschule Rietavas zum Kolleg (Žemaitijos kolegija) mit 2 Fakultäten (Management und Technologien) reorganisiert. Juni 2003 wurde die höhere Schule für angewandte Kunst Telšiai (früher die Kulturschule Telšiai) zur Fakultät für Künste und Pädagogik Telšiai und polytechnische Schule Mažeikiai wurde zur Abteilung Mažeikiai der Managementfakultät Rietavas.
2013 gab es 190 Mitarbeiter.

## Struktur
- Fakultät Rietavas
- Fakultät Telšiai
- Fakultät Mažeikiai

## Leitung
- Direktor: Jonas Eugenijus Bačinskas (* 1952)
- Stellv. Direktorin für akademische Tätigkeit: Sigutė Savickienė
- Stellv. Direktorin für Wissenschaft und Innovationen: Alma Lengvenienė
- Stellv. Direktor für Hauswirtschaft: Antanas Remeikis

## Absolventen
- Alfreda Tamoševičienė (* 1949), Politikerin,  Bürgermeisterin und Vizebürgermeisterin von Telšiai